# 小封装可插拔收发器

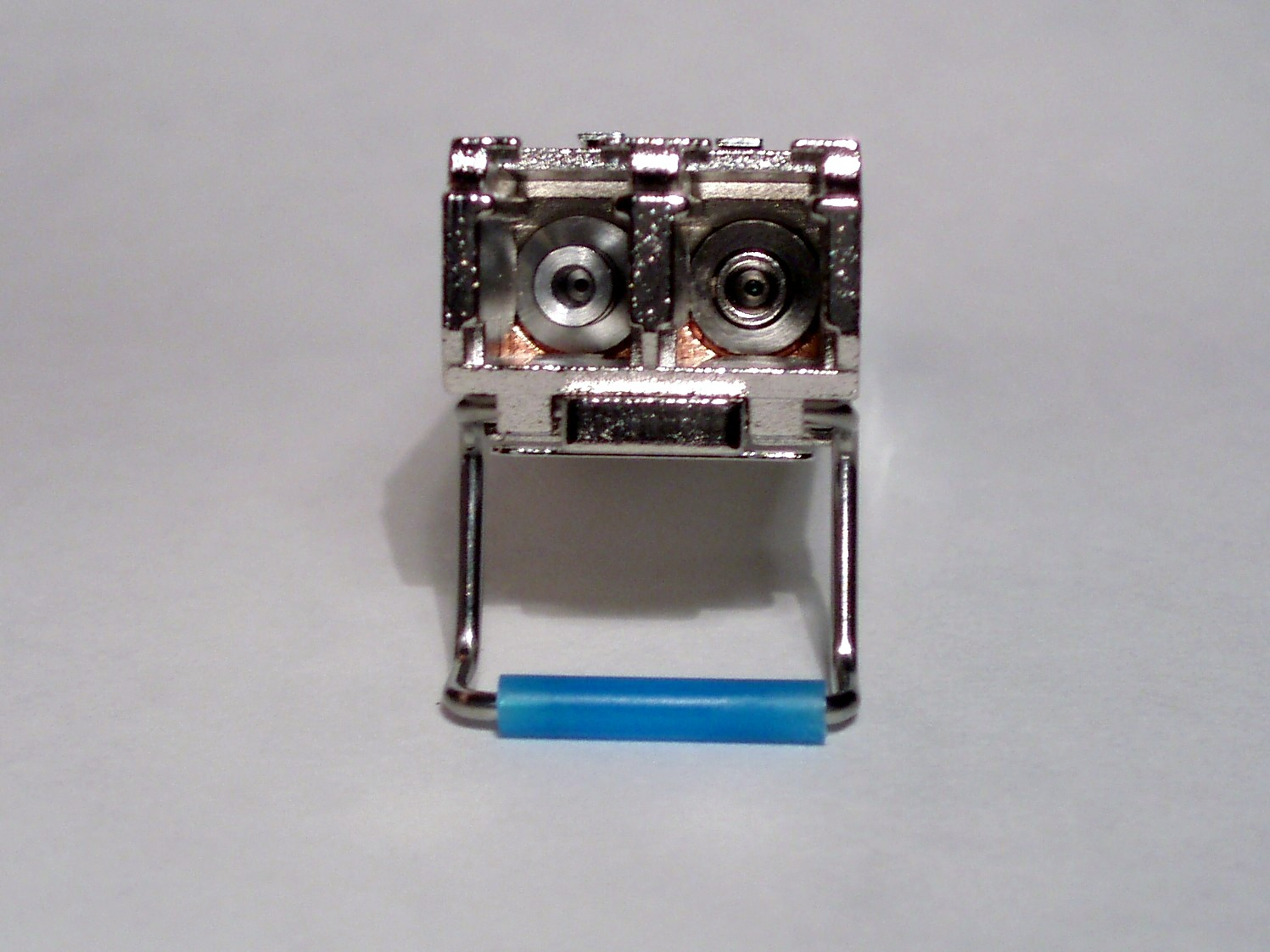
SFP模組的前視圖 （Lucent接頭）

小封裝熱插拔收發器（SFP, Small form-factor pluggable transceiver），是一種小型的可熱插拔的光模块，用於電信和数据通信中光學通訊應用。SFP聯接網路設備如交換機、路由器等設備的主機板和光纖或UTP纜線。SFP是一些光纖器件提供商支援的工業規格。
SFP收發器支援SONET、Gigabit Ethernet、光纖通道（Fiber Channel）以及一些其他通訊標準。此標準擴展到了SFP+，能支援10.0 Gbit/s傳輸速率，包括8 gigabit光纖通道和10GbE。引入了光纖和銅芯版本的SFP+模組版本，與模組的Xenpak、X2或XFP版本相比，SFP+模組將部分電路留在主機板上，而非模組內部。

## SFP類型
SFP收發器有多種不同的發送和接收類型，使用者可以為每個連結選擇合適的收發器，以提供基於可用的光纖類型（如多模光纖或單模光纖）能達到的"光學性能"。SFP光模組一般可分為如下類別：
- SX：850奈米波長，傳輸距離550米，使用多模光纖 （MMF, multi-mode fiber）
- LXM：1310奈米波長，傳輸距離2公里，使用多模光纖 （MMF, multi-mode fiber）
- LX：1310奈米波長，傳輸距離10公里，使用單模光纖 （SMF, single-mode fiber）
- EX：1310奈米波長，傳輸距離40公里，使用單模光纖 （SMF, single-mode fiber）
- ZX：1550奈米波長，傳輸距離80公里，使用單模光纖 （SMF, single-mode fiber）
- TX：即電口模組，採用RJ-45銅纜介面
- CWDM：稀疏波分複用SFP光模組
- DWDM：密集波分複用SFP光模組

商用SFP收發器能夠提供速率達到4.25 Gbps。10 Gbps收發器的幾種封裝形式為XFP，以及與SFP封裝基本一致的新的變種“SFP+”。
根据速率的不同，又可以分为以下几种类型：
- 155Mbps，是SDH系统中的STM-1, 这个速率的光模块，也常用在百兆以太网设备中；
- 1.25Gbps，这个速率的光模块，也常用在千兆以太网设备中，很多时候也被称作千兆SFP光模块；
- 10Gbps，这个速率的光模块，常用在万兆以太网设备中，随着光通信的发展，这个速率的光模块已经越来越多的被广泛使用；
- 40Gbps，这个速率的光模块（QSFP模块） ，内部有4组10G光通过CWDM合成40G速率。

PON光模块，专门用于PON设备上，一般是发射和接收的速率不同，是非对称光模块。
stick ONU光模块，这是一种新型的SFP收发器，此种模块集成了SFP收发器和ONU的功能，插入交换机可以使交换机接入PON光网络。

## SFP標準化
SFP收發器由一個競爭廠商之間的多邊協定（MSA）進行規範。SFP根據GBIC介面進行設計，允許比GBIC更大的埠密度（主機板邊緣每英寸的收發器數目），因此SFP也被稱作「mini-GBIC」。與此相關的小封裝收發器（SFF transceiver）在尺寸上比SFP要小，但SFF是作為一種針腳（as a pin through-hole device）垂直插入到主機板上（不可熱插拔），而不是像SFP（支援熱插拔）一樣的平行插入到邊卡插槽上。

## 數位診斷功能
目前大多數的光學SFP收發器都支援SFF-8472（工業標準多邊協定），根據SFF-8472協定，必須支援數位診斷監測（DDM, Digital Diagnostic Monitor）功能，此特徵使得最終使用者能夠即時檢測SFP參數，例如基本的5大監控量：輸出光功率，輸入光功率，溫度，雷射偏置電流，電壓。

## 管腳引線

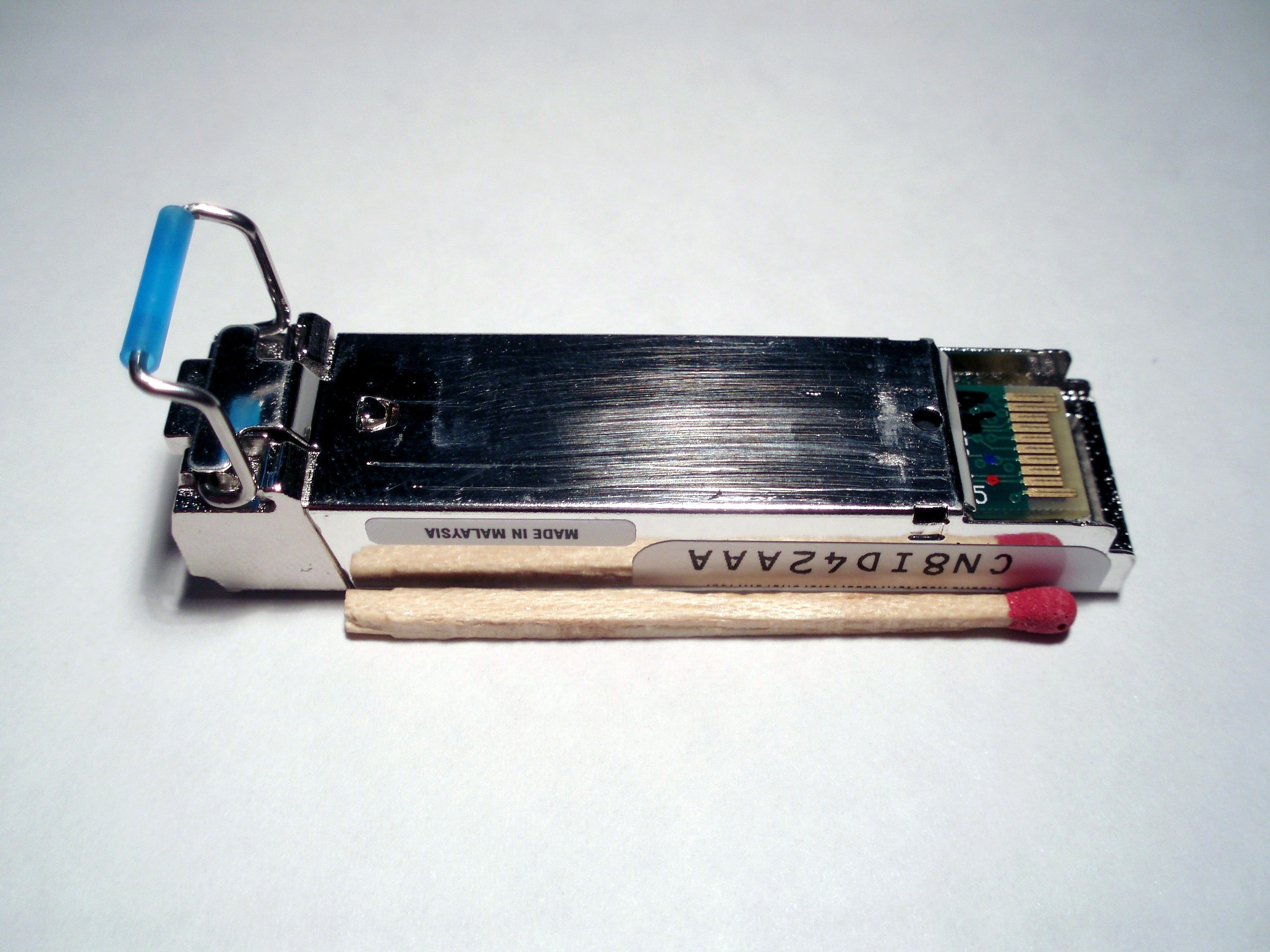
SFP模組側視圖（長為6 cm）.

SFP收發器包含一個PCB，與SFP電子聯接器相連。
| Pin | Function | Pin | Function                |
| --- | -------- | --- | ----------------------- |
| 20  | VeeT     | 1   | VeeT                    |
| 19  | TD-      | 2   | TxFault                 |
| 18  | TD+      | 3   | TxDisable               |
| 17  | VeeT     | 4   | MOD-DEF（2）            |
| 16  | VccT     | 5   | MOD-DEF（1）            |
| 15  | VccR     | 6   | MOD-DEF（0）            |
| 14  | VeeR     | 7   | RX Rate Select RS （0） |
| 13  | RD+      | 8   | RX_LOS                  |
| 12  | RD-      | 9   | TX Rate Select RS （1） |
| 11  | VeeR     | 10  | VeeR                    |

MOD-DEF 0，1，2是模式定義針腳：
- MOD-DEF 0 is grounded by the module to indicate that the module is present
- MOD-DEF 1 is a clock SCL line for the I²C identification EEPROM
- MOD-DEF 2 is a data SDA line for the I²C identification EEPROM

## EEPROM信息
SFP MSA在EEPROM定義了256位元組的記憶體映射圖，標準介面、製造商和其他資訊，可以通過I²C介面在8位元位址10100000X（A0h）訪問。

## 外部連結
- SFP transceiver specification
- SFF Committee website